# Eselsgraben (Wiese)
Der Eselsgraben ist ein gut 500 Meter langer Bach des Südschwarzwaldes im baden-württembergischen Zell im Wiesental, der am Westhang des Langenbergs entspringt und oberhalb des Hofs Mühlschau von links und Osten in die Wiese mündet.

## Geographie

### Verlauf
Der Eselsgraben entspringt am Westhang des Langenberg rund 600 m östlich des Hofs Mühlschau auf etwa 650 m ü. NHN. Er fließt in nordwestlicher Richtung durch Waldgebiet hinab bis zur Bechtlismatt, wo er über eine Strecke von rund 50 Meter eingedolt ist. Danach fließt er in offener Wiesenaue, ehe er die B 317 unterquert. Direkt danach mündet er oberhalb des Mambacher Hofs Mühlschau von links und Osten auf etwa 465 m ü. NHN in die Wiese.
Der etwa 500 Meter lange Lauf des Eselsgrabens endet ungefähr 185 Höhenmeter unterhalb seiner Quelle, er hat somit ein mittleres Sohlgefälle von etwa 36 %.

### Einzugsgebiet
Das naturräumlich zum Südschwarzwald gehörende Einzugsgebiet ist rund 16 ha groß und liegt zu über 90 % im Stadtgebiet von Zell im Wiesental, der restliche Anteil im Osten des Einzugsgebiets gehört zur Gemeinde Häg-Ehrsberg. Dort liegt auch der höchste Punkt des Einzugsgebiets, am Langenberg auf etwa 800 m ü. NHN.
Die Einzugsgebiete der folgenden Nachbargewässer grenzen an:
- Im Norden grenzt das Einzugsgebiet des noch höher zur Wiese entwässernden Hagerütte (technisch auch NN-KK4) und eines namenlosen Baches an, die beide direkt oberhalb in die Wiese münden;
- im Süden konkurriert der Angenbach, der unmittelbar unterhalb ebenfalls zur Wiese entwässert.

### Zuflüsse
Auf der amtlichen topographischen Karte sind keine Zuflüsse verzeichnet.

### Flusssystem Wiese
- Fließgewässer im Flusssystem Wiese

## Hinweis
Im Stadtgebiet von Zell im Wiesental gibt es rund fünf Kilometer weiter südlich einen Bach mit dem Namen Eselgraben, der unterhalb des Wildgeheges beim Stadtteil Schwarznau über den Nesselgraben am Fuß des Grendelfelsens in die Wiese entwässert.